# Sancho VI di Navarra
Sancho Garcés, detto el Sabio (il Saggio). (Sancho in spagnolo, aragonese, portoghese e galiziano; Sanç in catalano; Antso in basco) (1132 – Pamplona, 27 giugno 1194), fu re di Navarra dal 1150 al 1194.

## Origine
Sancho, secondo le "Corónicas" Navarras, era figlio del re di Navarra García IV Ramírez il Restauratore e di Margherita de l'Aigle (?-25 maggio 1141), figlia di Gilbert de l'Aigle e Giuliana di Perche.

García, secondo le "Corónicas" Navarras, era figlio del signore di Monzón, Ramiro Sanchez e di Cristina Diaz di Bivar, figlia del Cid Campeador ('ifant don Romiro ovo en su muiller la filla de meo Cid al rey don Garcia de Navarra).

Il Regno di Navarra durante il regno di Sancho VI il Saggio.
Regno di Navarra
Territorio controllato e annesso definitivamente nel 1198-1200
Conquiste a partire dal 1189
Conquiste temporanee
Regno di Artajona controllato da Sancho III di Castiglia (1153-1158)
Regno de Nájera
Regno di Castiglia
Corona d'Aragona

      Regno di Navarra
      Territorio controllato e annesso definitivamente nel 1198-1200
      Conquiste a partire dal 1189
      Conquiste temporanee
      Regno di Artajona controllato da Sancho III di Castiglia (1153-1158)
      Regno de Nájera
      Regno di Castiglia
      Corona d'Aragona

## Biografia
Suo padre, García IV, morì nel 1150; secondo le Crónicas navarras García IV morì il 25 novembre del 1150 a Lorca (Anno Domini MCL, VI Kalendas December obiit bone memorie Garssias rex Pampilonensis apud Loricam). Fu tumulato a Pamplona, nella cattedrale di Santa Maria.

Sancho, il figlio primogenito, gli succedette sul trono di Navarra, come riporta La web de las biografias, come Sancho VI il Saggio.

Spartizione della Navarra prevista dal trattato di Tudilén

Nel 1151 fu firmato tra il re di León e Castiglia Alfonso VII e il principe d'Aragona e conte di Barcellona Raimondo Berengario IV il Trattado di Tudilén, che, oltre che prevedere la spartizione delle future conquiste delle terre musulmane confermava, in chiave anti navarrese, il trattato, del 1140, stipulato a Carrión de los Condes, che prevedeva la spartizione della Navarra, come riporta la Gran enciclopedia catalana.
Sempre nello stesso anno (1151), dato che il matrimonio tra sua sorella Bianca di Navarra e Raimondo Berengario IV non si era potuto realizzare in quanto Berengario aveva appena sposato la regina d'Aragona, Petronilla, Bianca andò in sposa al figlio di Alfonso VII, Sancho, futuro re di Castiglia e Sancho VI, come riporta lo storico Rafael Altamira, si affrettò a dichiararsi vassallo di Alfonso VII di Castiglia.
Nel 1153, come riporta il Diccionario biográfico español, Real Academia de la Historia, l'alleanza con la Castiglia fu rafforzata dal matrimonio, celebrato, il 20 luglio, a Carrión de los Condes (Palencia), di Sancho con Sancha di Castiglia, come riporta il cronista, Rodrigo Jiménez de Rada, nel suo EX De Rebus Hispaniæ, citandola erroneamente col nome di Beatiam, era figlia del re di León e Castiglia Alfonso VII l'Imperatore e di Berenguela di Barcellona
(Aldefonsi Hispaniarum Regis....ex "Berengariam genuit Sancium et Fernandum, Elisabeth et Beatiam), che, secondo gli Ex Gestis Comitum Barcinonensium era la figlia primogenita del conte di Barcellona, Gerona, Osona e Carcassonne, Raimondo Berengario III e la sua seconda moglie, la contessa di Provenza e Gévaudan, Dolce I (1090-1129) e quindi sorella di Raimondo Berengario IV.

Con il successivo accordo di Soria, i confini, tra Navarra e Castiglia, vennero confermati.
Nel 1157, alla morte di Alfonso VII, tentò di attaccare la Castiglia, ma il nuovo re di Castiglia, Sancho III si seppe difendere egregiamente.

Però, nel 1158, con l'ascesa al trono del nuovo re di Castiglia, un bambino di tre anni, Alfonso VIII, Sancho riuscì a riportare sotto il suo controllo le città della Rioja che si trovavano sul confine tra Navarra e Castiglia.
Nel 1162, con la morte del principe di Aragona Raimondo Berengario IV, i rapporti tra Navarra e Aragona migliorarono e anche dopo che la regina Petronilla aveva abdicato furono buoni anche col nuovo re d'Aragona, Alfonso II il Casto, con cui raggiunse un accordo, per la spartizione delle future conquiste dei territori di al-Andalus.
Verso il 1180 il re di Castiglia Alfonso VIII era ormai adulto e alleandosi con Alfonso II d'Aragona riuscì nuovamente a togliere a Sancho VI le città della Rioja. 

Nello stesso anno, Sancho VI concesse il titolo di città a San Sebastián (sembra da lui fondata nel 1151), e Vitoria nel 1181, da lui fondata in quello stesso anno.
Nel 1190, a Daroca, fece ancora un patto con Alfonso II d'Aragona per potersi difendere dalle mire castigliane.
Negli ultimi anni di vita, per l'insicurezza delle alleanze con Aragona e Castiglia, fece alleanze matrimoniali con i sovrani del nord (Inghilterra e Champagne).

Secondo lo storico medievalista britannico, Frederick Maurice Powicke, tra il 1992 ed il 1993, Sancho VI dovette far fronte ad una rivolta.
Secondo le "Corónicas" Navarras Sancho VI morì a Pamplona il 27 giugno 1194 (Anno Domini MCXCIIII obiit Santius illustris rex Navarre....quinto Kalendas Iulii), mentre gli Annales Compostellani erroneamente riportano il 1195 (Era MMXXXIII. Sancius Rex Navarræ) e fu tumulato nella stessa Pamplona nella cattedrale di Santa Maria.

Gli succedette il figlio Sancho, come riportano le "Corónicas" Navarras.

## Discendenza
Sancho e Sancha ebbero sei figli:
- Berengaria di Navarra (ca.1165-1230), che sposò nel 1191 il re d'Inghilterra, Riccardo Cuor di Leone, come riporta Alberico delle Tre Fontane (Berengariam, quam rex Anglorum Richardus....in uxorem duxerat)[22]
- Sancho VII il Forte (1170-1234), re di Navarra, come riportato dalle "Corónicas" Navarras (Sancius, illustris rex Navarre, filius illustris regis Sancii et regine Sancie)[20], dal 1194 al 1234.
- Bianca di Navarra (1177-(1229), sposò, nel 1199, il conte di Champagne, Tebaldo III, come riporta Alberico delle Tre Fontane (Theobaldus....accepit Blancham sororis regis Navarreorum in coniugium)[22]
- Fernando di Navarra (?) - (Tudela, 16 dicembre 1207), come riportato dagli Annales Compostellani (Infans Fernandus fil Reg. Sancii Navarræ)[23]
- Ramiro di Navarra o Remigio di Navarra (?) - (22 febbraio 1228), vescovo di Pamplona[8][21]
- Costanza di Navarra, deceduta giovane ad Aruca, come riporta il Nobiliario de D. Pedro Conde de Bracelos (D. Constança que murio en Arouca)[24].

## Ascendenza
|                              |   |                     | Genitori           |  |  | Nonni |  |  | Bisnonni                 |  |  | Trisnonni         |  |
|                              |   |                     |                    |  |  |       |  |  | Sancho Garcés di Navarra |  |  | García II Jiménez |  |
|                              |   |                     |                    |  |  |       |  |  | Sancho Garcés di Navarra |  |  | García II Jiménez |  |
|                              |   | Dadildis di Pallars |                    |  |  |       |  |  | Sancho Garcés di Navarra |  |  |                   |  |
| Ramiro Sánchez di Monzón     |   |                     |                    |  |  |       |  |  | Sancho Garcés di Navarra |  |  |                   |  |
|                              |   | Toda di Navarra     | Aznar Sánchez      |  |  |       |  |  |                          |  |  |                   |  |
|                              |   | Toda di Navarra     | Aznar Sánchez      |  |  |       |  |  |                          |  |  |                   |  |
|                              |   | Toda di Navarra     | Onneca Fortúnez    |  |  |       |  |  |                          |  |  |                   |  |
| García IV Ramírez di Navarra |   | Toda di Navarra     |                    |  |  |       |  |  |                          |  |  |                   |  |
|                              |   | El Cid              | Diego Laínez       |  |  |       |  |  |                          |  |  |                   |  |
|                              |   | El Cid              | Diego Laínez       |  |  |       |  |  |                          |  |  |                   |  |
|                              |   | El Cid              | Teresa Rodríguez   |  |  |       |  |  |                          |  |  |                   |  |
| Cristina Rodríguez           |   | El Cid              |                    |  |  |       |  |  |                          |  |  |                   |  |
|                              |   | Jimena Díaz         | Diego Fernández    |  |  |       |  |  |                          |  |  |                   |  |
|                              |   | Jimena Díaz         | Diego Fernández    |  |  |       |  |  |                          |  |  |                   |  |
|                              |   | Jimena Díaz         | Cristina Fernández |  |  |       |  |  |                          |  |  |                   |  |
| Sancho VI di Navarra         |   | Jimena Díaz         |                    |  |  |       |  |  |                          |  |  |                   |  |
|                              | … | …                   |                    |  |  |       |  |  |                          |  |  |                   |  |
|                              | … | …                   |                    |  |  |       |  |  |                          |  |  |                   |  |
|                              | … | …                   |                    |  |  |       |  |  |                          |  |  |                   |  |
| Gilbert de L'Aigle           | … |                     |                    |  |  |       |  |  |                          |  |  |                   |  |
|                              |   | …                   | …                  |  |  |       |  |  |                          |  |  |                   |  |
|                              |   | …                   | …                  |  |  |       |  |  |                          |  |  |                   |  |
|                              |   | …                   | …                  |  |  |       |  |  |                          |  |  |                   |  |
| Margherita de l'Aigle        |   | …                   |                    |  |  |       |  |  |                          |  |  |                   |  |
|                              |   | …                   | …                  |  |  |       |  |  |                          |  |  |                   |  |
|                              |   | …                   | …                  |  |  |       |  |  |                          |  |  |                   |  |
|                              |   | …                   | …                  |  |  |       |  |  |                          |  |  |                   |  |
| Julienne du Perche           |   | …                   |                    |  |  |       |  |  |                          |  |  |                   |  |
|                              |   | …                   | …                  |  |  |       |  |  |                          |  |  |                   |  |
|                              |   | …                   | …                  |  |  |       |  |  |                          |  |  |                   |  |
|                              |   | …                   | …                  |  |  |       |  |  |                          |  |  |                   |  |
|                              |   | …                   |                    |  |  |       |  |  |                          |  |  |                   |  |

### Fonti primarie
- (LA)  Rerum Gallicarum et Francicarum Scriptores, tomus XII.
- (LA)  #ES España sagrada, Volume 23.
- (LA)  Monumenta Germaniae Historica, Scriptores, Tomus XXIII.
- (LA)  (ES)  "Corónicas" Navarras.

### Letteratura storiografica
- Rafael Altamira, La Spagna (1031-1248), in Storia del mondo medievale, vol. V, 1999, pp.865–896
- Frederick Maurice Powicke, "I regni di Filippo Augusto e Luigi VIII di Francia", cap. XIX, vol. V (Il trionfo del papato e lo sviluppo comunale) della Storia del mondo medievale, 1999, pp. 776–828
- (EN)  The World of El Cid: Chronicles of the Spanish Reconquest.
- (ES)  #ES Nobiliario de D. Pedro Conde de Bracelos